# سفارت گویان در واشینگتن
سفارت گویان در واشینگتن (به انگلیسی: Embassy of Guyana) یک سفارت در ایالات متحده آمریکا است که در واشینگتن، دی.سی. واقع شده‌است.